# 明泰科技
明泰科技股份有限公司（英語：Alpha Networks Inc.），從事網路設備OEM/ODM製造，總部位於台灣新竹科學園區。原屬友訊科技集團，現為佳世達科技與緯創資通的轉投資公司，隸屬明基友達集團。

## 歷史
前身為友訊科技，於2003年，友訊科技將負責OEM/ODM製造代工部門切割，成立明泰，由李中旺任董事長。
2018年，為解決母企業友訊科技的虧損問題，時任友訊總經理的李中旺出售友訊科技持有的明泰股份，佳世達科技以私募方式進入投資，持有股份超越友訊科技。2019年，明泰科技併購仲琦科技。
2020年，因為台鋼集團投資友訊科技，母企業友訊科技發生經營權之爭，延燒到明泰。擔任友訊科技在明泰董事會代表的胡雪，發起解任董事長案，經董事會重選，由代表佳世達科技的黃文芳任明泰董事長，原董事長李中旺改任董事。佳世達公開提出併購要求，李中旺委請律師進行訴訟。佳世達分別收購了李中旺與友訊科技持有的股權，取得經營權，併購案經過公平交易委員會許可後完成。

## 外部連結
- 明泰科技官網 （页面存档备份，存于）